# Магистральная улица (Казань)
Магистральная улица (тат. Магистрәл урамы, Mаgistrаl uramı) — магистраль районного значения в Приволжском районе Казани («южно-промышленный район»), частично проходящая через посёлок Поповка.

## География
Начинаясь из района Ново-Татарского кладбища, пересекает улицы Юл Урам, 2-я Юл Урам, Учительская, Яшь Кыч, Турбинная, 2-я Гаражная, Поперечно-Кукушкинская, Владимира Кулагина, 2-я Столбищенская, Складская, Поперечно-Кукушкинская (ещё раз), Тихорецкая, Южно-Промышленная, Поперечно-Магистральная, 1-я Победиловская и заканчивается у территории причала казанской нефтебазы.

## История
Возникла во второй половине 1950-х годов при создании т.н. «южно-промышленного района», когда в эту местность переносились предприятия из центра города либо из зоны затопления Куйбышевского водохранилища. Название было присвоено улице в 1958 году.
К середине 1960-х годов, кроме частной (в Поповке) и промышленной застройки имелась и барачная застройка, которая была снесена в 1970-е — 1980-е годы; на месте части из них были построены многоэтажные жилые дома, принадлежавшие предприятиям, находившимся поблизости.
В постсоветское время улица считалась одной из самых неблагоприятных для проезда улиц, так как из-за частых аварий на водопроводных сетях, улица часто заливалась водой, что приводило к образованию провалов, в некоторые из которых могло поместиться кресло. В 2018 году была проведена реконструкция улицы; предполагается, что после реконструкции прилегающих улиц Магистральная улица станет частью Большого Казанского кольца.

## Примечательные объекты
- №№ 4, 4а — жилые дома макаронной фабрики.[14]
- № 22а, 77а/1. 77б/1 — жилые дома завода стройдеталей № 2.[14]
  - № 22 — мечеть «аль-Иман»; ранее — общежитие завода стройдеталей № 2.[14]
- №№ 26, 28, 30, 34, 36, 38, 42, 44, 46, 50, 52, 54, 66, 68, 70, 78, 80 — бараки завода «Точмаш» (снесены).[8]
- №№ 34, 34 к1 — жилые дома завода «Точмаш»[тат.].[14]
- №№ 53, 55 — бараки ПО «Татмебель» (снесены).[8]
- нечётная сторона улицы, между ул. ул. Складская и Кулагина — биологические очистные сооружения канализации.
- № 83 — жилой дом Казанской нефтебазы.[14]
- №№ 118, 120, 122 — жилые дома треста «Гидроспецстрой»[тат.] (снесены).[15]
- нечётная сторона улицы, между ул. Южно-Промышленная и Новым Победилово — территория Казанской нефтебазы.

## Транспорт
На улице расположены несколько остановок общественного транспорта: «Макаронная фабрика», «Магистральная» (бывшая «Татмебельбыт»), «Промбаза» (бывшая «магазин „Ласточка“»), «Гаражная» (бывшая «Поперечная»), «Юридическая академия» (бывшая «Фрезерная»), «Кукушкино» (бывшая «школа № 17»), «Тихорецкая» и «Нефтебаза», на которых останавливаются автобусы № 31 и № 77.
Генеральным планом Казани 2020 года предусматривается строительство трамвайной линии по улице.